# Adriana Albini
Adriana Albini (Venecia, 2 de septiembre de 1955) es una patóloga e investigadora del cáncer italiana. Ha desarrollado el concepto de angioprevención, que puede utilizarse para controlar el desarrollo del cáncer. Es esgrimista de competición y ha publicado seis novelas. En 2000 fue Directora Científica de la Fondazione MultiMedica Onlus de Milán.

## Trayectoria
Albini nació en Venecia, Italia, el 2 de septiembre de 1955. En 1985 se doctoró y trabajó como investigadora en el Instituto Max-Planck de Bioquímica.
Comenzó a trabajar en Milán, en la Fondazione MultiMedica Onlus, siendo Directora Científica. Ha desarrollado el concepto de angioprevención, que busca impedir que la angiogénesis, el proceso de formación de vasos sanguíneos, para prevenir el desarrollo de enfermedades. Albini y otros han demostrado que varios fármacos y compuestos naturales para la quimioprevención del cáncer (o quimioprofilaxis) impiden la formación de vasos sanguíneos tumorales. Su concepto se ha ampliado con la identificación de muchos otros compuestos "angiopreventivos".
Fue nombrada presidenta del Top Italian Women Scientists' Club de la Fundación Observatorio Nacional de la Salud de la Mujer, posición desde la que impulsa a otras investigadoras. Albini ha escrito seis novelas bajo seudónimo y es esgrimista de competición

## Reconocimientos
Albini fue la primera italiana en formar parte del consejo de la Asociación Americana para la Investigación del Cáncer. En 2014, el Consejo Provincial de Brescia le concedió el premio ''Donne Che Ce L'hanno Fatta'' (Mujeres que lo han hecho). Al año siguiente recibió el Premio de Reconocimiento Especial de la Red Internacional de Mujeres Inventoras e Innovadoras de la Unión Europea (EUWIIN). 
En mayo de 2015 ganó la medalla de plata en el campeonato europeo de esgrima de veteranos, por detrás de la finlandesa Marja-Liisa Someroja. En 2019, fue bronce en la Copa del Mundo de Veteranos de esgrima.
En 2020, Albini fue nombrada como una de las 100 mujeres más inpiradoras del mundo por la BBC.